# Cédric Cavatore
Cédric Cavatore (* 21. Februar 1990 in Ludwigshafen am Rhein) ist ein deutsch-französischer Schauspieler.

## Leben und Wirken
Cédric Cavatore wuchs mit zwei Muttersprachen auf; neben Deutsch spricht er fließend Französisch. Nach seinem Abitur im Jahre 2009, zwei Semestern Germanistik und Europäische Kunstgeschichte und einer abgebrochenen Ausbildung zum Schreiner absolvierte Cédric Cavatore von 2011 bis 2015 ein Schauspielstudium an der HMT Leipzig und schloss dieses mit Auszeichnung ab.
Im Rahmen seines Studiums spielte Cédric Cavatore in mehreren Produktionen des neuen theater Halle (darunter die preisgekrönte Diplominszenierung von Die Räuber nach Friedrich Schiller) und auf Kampnagel in Hamburg.
Als schauspielerischen Durchbruch kann man seine Rolle als Basti in dem vom Südwestrundfunk produzierten Mehrteiler Pälzisch im Abgang bezeichnen, der bereits bei der Erstausstrahlung im SWR einen Marktanteil von 2,4 % erreichte. Somit wurde Cédric Cavatore allein in dieser Folge einem 510.000 Personen zählenden, deutschen Fernsehpublikum bekannt.
Es folgten von 2015 bis 2018 drei Jahre als festangestellter Schauspieler des Theater Bielefeld, in denen er u. a. die Hauptrolle in der ausgezeichneten Inszenierung von Jonas Hassen Khemiris „Ich rufe meine Brüder“ spielte, in der Romanadaption von Jack Londons Klassiker Der Seewolf und der Uraufführung von Daniel Kehlmanns Roman F mitwirkte und den Romeo in Shakespeares Romeo und Julia gab.
Mit dem Wunsch nach mehr Unabhängigkeit und schauspielerischen Ausdrucksmöglichkeiten abseits der Bühne entschied sich Cédric Cavatore gegen eine Vertragsverlängerung in Bielefeld und lebt seit 2018 in Köln. Von dort ist er als freier Schauspieler in Theater und Film tätig. Neben Kleinrollen im Kino spielte er u. a. den Tambourmajor in Georg Büchners Woyzeck am Theater Koblenz, den Jonathan in Astrid Lindgrens die Brüder Löwenherz am Staatstheater Wiesbaden oder auch in seinem selbst produzierten Kurzfilm JETZT – Denn bald is vorbei, der auf diversen Festivals lief.
Außerdem ist Cédric Cavatore inzwischen ein vielseitiger und gefragter Sprecher. So sprach er bereits weit über 100 Dokus, Reportagen und Beiträge für die Sender ARTE und ZDF sowie das Streamingportal Netflix, mehrere Hörspiele für den WDR und Werbe-, Industrie- und Schulungsfilme für Kunden wie z. B. Daimler, Siemens oder Microsoft – man kennt seine Stimme u. a. aus TV-Werbungen von Loceryl und KIA. Aber er synchronisiert auch Filme und Videospiele und ist z. B. die Stimme des Schurken Locche im gefeierten PS4-Spiel Final Fantasy VII Remake. Seit kurzem spricht Cédric Cavatore auch Audiodeskriptionen bzw. Hörfilme für Sehbehinderte.

## Filmografie
- 2015: Pälzisch im Abgang (als Basti Fröhlich)
- 2019: Je suis Karl (Kinofilm von Christian Schwochow)
- 2020: Jetzt – Denn bald is vorbei (Kurzfilm)
- 2020: Aber dann richtig (Kurzfilm)
- 2020: Tatort – Borowski und die Angst der weißen Männer (Fernsehfilm)
- 2022: SOKO Köln (Fernsehserie, Folge Der Tod kommt selbst ins Wohnmobil)